# Dyscoletes
Dyscoletes är ett släkte av steklar som beskrevs av John Obadiah Westwood 1840. Dyscoletes ingår i familjen bracksteklar.
Kladogram enligt Catalogue of Life och Dyntaxa:
| Dyscoletes | \| \| Dyscoletes canadensis \| \| \| \| \| \| Dyscoletes lancifer \| \| \| \| |
|            | \| \| Dyscoletes canadensis \| \| \| \| \| \| Dyscoletes lancifer \| \| \| \| |
|            | Dyscoletes canadensis                                                         |
|            |                                                                               |
|            | Dyscoletes lancifer                                                           |
|            |                                                                               |